# Scorro

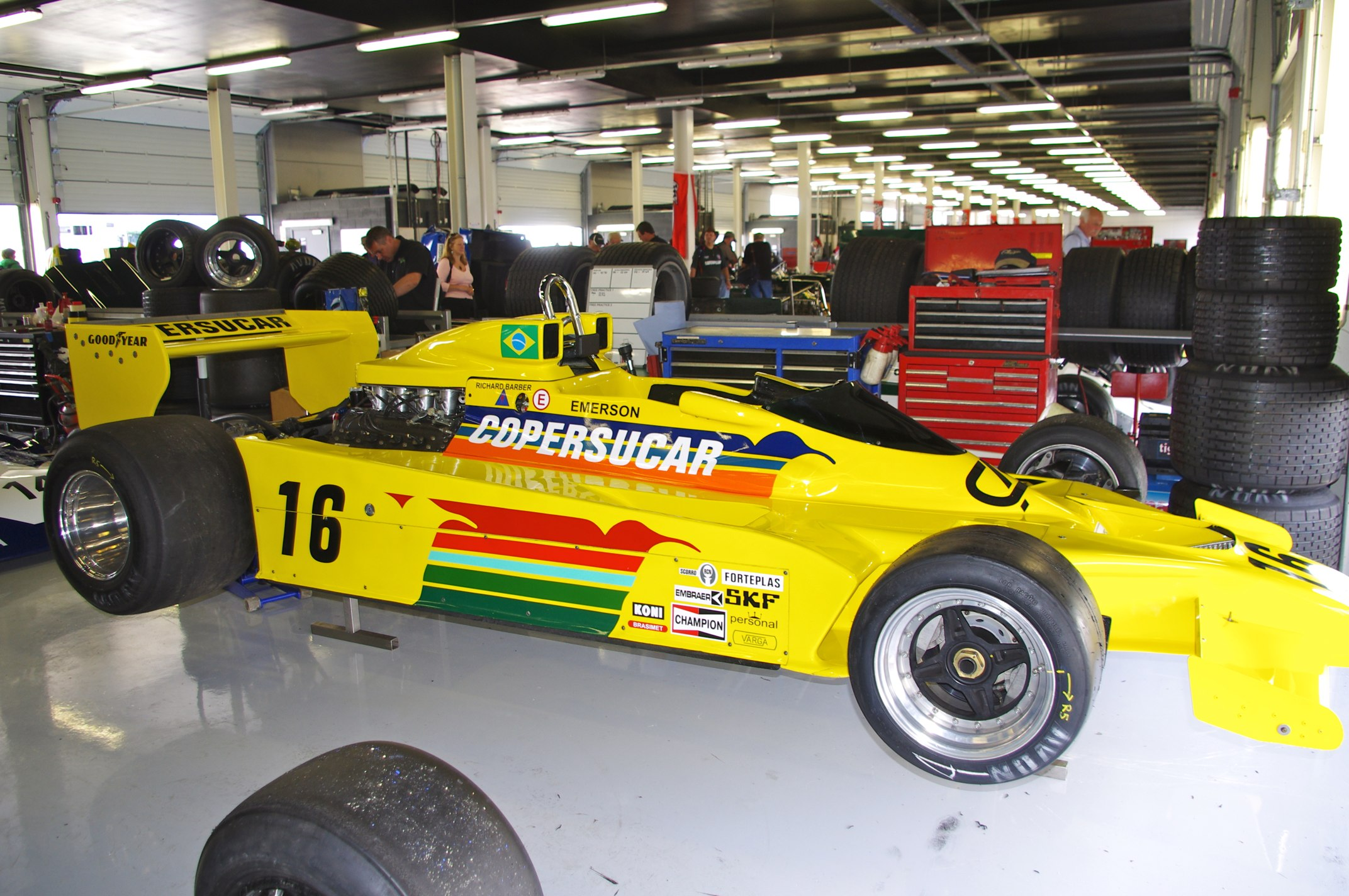
Fittipaldi F5a equipado com rodas Scorro.

Scorro é uma empresa brasileira fundada em 1955 que produz rodas e outros acessórios automotivos.
Entre 1977 e 1979 forneceu os jogos de rodas para a Escuderia Fittipaldi de Formula 1. Um de seus produtos mais famosos foi a "Cruz de malta", roda muito utilizada em veículos nacionais na década de 1970.